# Myszanka (stacja kolejowa)
Myszanka (biał. Мышанка, ros. Мышанка) – stacja kolejowa w miejscowości Myszanka, w rejonie petrykowskim, w obwodzie homelskim, na Białorusi. Leży na linii Homel - Łuniniec - Żabinka.